# Казбинцев, Сергей Богданович
Сергей Богданович Казбинцев (1903—1971) — советский военный деятель, генерал-майор (06.12.1942).

## Биография
Родился 24 марта 1903 года в Баку в армянской семье.
В РККА — с 1922 года. В 1926 году окончил Военно-политическую школу (Северный Кавказ). Участник Великой Отечественной войны. С августа 1941 год — заместитель начальника штаба 20 армии Западного фронта. В 1942 году прошёл шестимесячные курсы переподготовки при Военной академии имени М. В. Фрунзе. Был членом военного совета 19-й армии. С 1944 года — заместитель начальник политотдела, затем начальник политотдела 3-го Прибалтийского фронта. Позже — заместитель, затем начальник политуправления 3-го Белорусского фронта. Принимал участие в боях за освобождение Белоруссии и Прибалтики, а также в Восточно-Прусской операции и в штурме Кенигсберга.
После войны Сергей Богданович Казбинцев — начальник Управления политработников Министерства обороны СССР, заместитель начальника штаба Северо-Кавказского военного округа.
Умер 11 февраля 1971 года в Москве. Был похоронен на Новодевичьем кладбище.

## Награды
- Был награждён двумя орденами Ленина и двумя орденами Красного Знамени, орденами Красной Звезды, Кутузова I степени и Отечественной войны I степени, а также медалями, в числе которых «За оборону Москвы», «За взятие Кенигсберга», «За победу над Германией в Великой Отечественной войне 1941—1945 гг.».[4]